# Carl-Axel Althin
Carl-Axel Gustaf Althin, född 12 februari 1915 i Glemminge församling i Kristianstads län, död 6 januari 1975 i Lund, var en svensk arkeolog och företagsledare. Han är far till advokaten Peter Althin och entreprenören Anders Althin.

## Akademisk karriär
Efter studentexamen vid högre allmänna läroverket i Ystad 1934 blev Althin filosofie kandidat vid Lunds universitet 1939, filosofie licentiat 1942, filosofie doktor 1945, docent i nordisk och jämförande fornkunskap vid Lunds universitet samma år samt var amanuens vid Kulturen 1936–1939 och vid Lunds universitets historiska museum 1940–1945. Han var tillförordnad professor i 
förhistoria och medeltidsarkeologi vid Lunds universitet 1947. Han var sekreterare i Etnologiska föreningen i Lund från 1947, kurator i Ystads nation 1939–1940 och övermarskalk för promotionen i Lund 1947.
Althins forskning rörde i huvudsak äldre stenåldern och bronsåldern. Under flera år ledde han de arkeologiska undersökningarna av mesolitiska boplatser vid Ageröds mosse, vilket gav ett rikt fyndmaterial som belyste stenåldern i Skåne. För många unga arkeologer från efterkrigstidens Europa, blev detta även en mötesplats. Han ledde även utgrävningar i Dordognedalen i Frankrike 1952–1953.

## Näringslivskarriär
År 1954 lämnade Althin universitetet och anställdes vid Tetra Pak. På grund av konflikter där, bland annat med Ruben Rausing, fick han sluta. Hans tid på Tetra Pak beskrivs som framgångsrik men konfliktfylld. År 1957 blev han företagets försäljningschef, innan han 1960 övergick till Elektrohelios för en plats som exportchef. År 1963 blev han försäljningsdirektör på Djupafors Fabriks AB, Inlands AB i Ström (Lilla Edet), där han senare samma år blev platschef. År 1967 blev han verkställande direktör för Holger Crafoord AB i Lund och i juni 1971 utnämndes han till VD för Gambro. Althin hamnade här i konflikt med uppfinnaren Nils Alwall, men man nådde så småningom en förlikning i royaltyfrågan. Då Althin avled övertogs VD-posten av sonen Anders Althin.

## Ledamotskap
Althin invaldes som ledamot av Vetenskapssocieteten i Lund 1950, korresponderande ledamot av Schweizerische Gesellschaft für Urgeschichte 1951 och ledamot av Deutsches Archäologisches Institut 1953.

## Familj
Althin var son till kyrkoherde Ernst Althin och Sophie Edelstam samt halvbror till Torsten Althin. Han gifte sig den 19 oktober 1940 med sjukgymnasten Dagmar Cahp (1918–2000) och fick fyra barn: tvillingarna Peter och Agneta 1941, Anders 1944 och Viveka 1947. Makarna Althin är begravda på Norra kyrkogården i Lund.